# Quis ut Deus ?

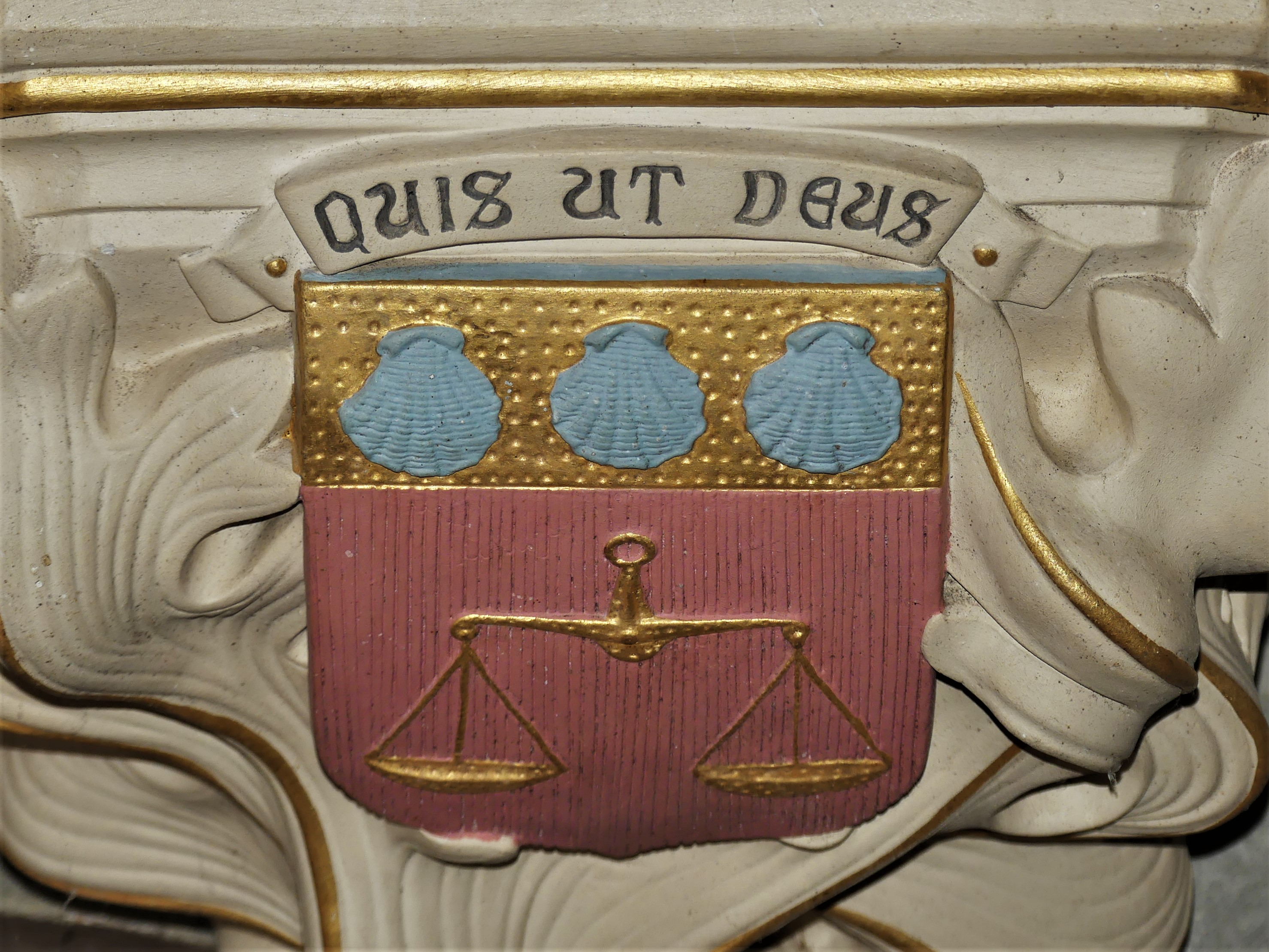
Support d'une statue représentant l'archange Michel, église de La Serre-Bussière-Vieille.

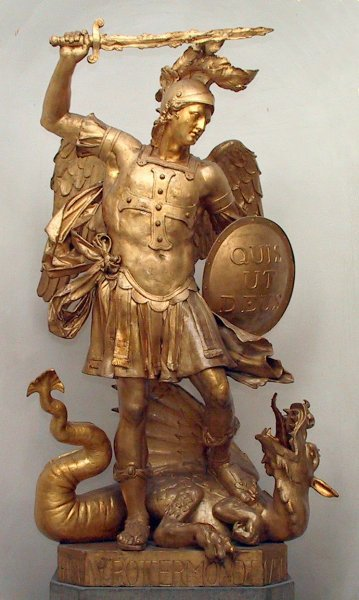
Statue de L’archange saint Michel écrasant Satan représenté par un dragon. Quis ut Deus est inscrit sur son bouclier. Entrée principale de l'université de Bonn.

Quis ut Deus ? est une question en latin signifiant « Qui [est] comme Dieu ? » et qui est une traduction littérale du nom Michel (hébreu : מִיכָאֵל, Mîkhā'ēl).

## Présentation
« Michel » apparaît plusieurs fois dans l’Ancien Testament. Dans le Livre de Daniel, il s’agit du nom du « prince » du peuple d’Israël. Dans le Nouveau Testament, ce nom est donné dans l’Épître de Jude et dans l’Apocalypse au chef des anges qui bat « le dragon » et ses anges déchus.
La phrase Quis ut Deus ? est associée à l’archange Michel. Dans l’art chrétien, Michel est souvent représenté comme un guerrier angélique armé d’un casque, d’une épée et d’un bouclier, en train de terrasser Satan qui est identifié soit sous la forme d’un dragon soit sous un aspect humain. Le bouclier porte parfois l’inscription : « Quis ut Deus ? ». Le scapulaire de saint Michel Archange porte également cette phrase.
Dans le catholicisme, la formule Quis ut Deus ? est le titre de plusieurs œuvres de musique religieuse.